# Backgården
Backgården definierades och avgränsades av SCB 1995 som en småort i Borlänge kommun i Dalarnas län. Bebyggelsen som omfattades är belägen i södra Borlänge i Stora Tuna socken